# Конде-Наст-билдинг
Здание издательства Конде Наст (англ. Condé Nast Building, официальный адрес: 4 Times Square) — небоскрёб на Таймс-сквер в Мидтауне Манхэттена. Расположенное на Бродвее между 42-й и 43-й улицами, это здание было закончено в январе 2000 года как часть более крупного проекта по улучшению 42-й улицы. Здание насчитывает 48 этажей и имеет 247 метров в высоту, что делает его 42-м по высоте зданием в Нью-Йорке и 88-м в Соединенных Штатах. Размер небоскрёба вызвал вопросы в городе о том, какой эффект здание такого размера произведёт на Таймс-сквер. Большую часть офисного пространства занимает редакция издательства Condé Nast Publications, а также Skadden, Arps, Slate, Meagher & Flom — богатейшая юридическая фирма в Соединенных Штатах. Главные розничные арендаторы — ESPN Zone и Duane Reade.

## Информация
Небоскрёб принадлежит организации Durst Organization. Архитекторы — компания Fox & Fowle, также проектировавшая здание информационного агентства Reuters как часть более крупного проекта. Здание имеет 149 000 м² офисного пространства. В 1995 году небоскрёб стал первым спорным зданием в Нью-Йорке и оставался таким почти десятилетие, однако его сняли в аренду и заполнили почти сразу же после строительства. Мэрия выбрала архитектурную компанию Fox & Fowle для проектировки здания, потому что она была известна своими экологически чистыми проектами.
В северо-западной части здания располагается интерактивная площадка NASDAQ MarketSite. Это семиэтажная цилиндрическая башня с современным экраном, на котором отображаются рыночные котировки, финансовые новости и реклама. На первом этаже площадки находится телестудия с целой стеной мониторов и сводчатыми окнами, выходящими на Таймс-сквер. Вместе с антенной высота здания 348 метров, что делает его третьим по высоте зданием в Нью-Йорке, уступая только Эмпайр-стейт-билдинг и Башне Банка Америки.

## Экологически чистый дизайн
Здание издательства Конде Наст — один из наиболее важных примеров экологически чистого дизайна среди небоскребов в Соединенных Штатах. Экологически чистые газифицированные абсорбционные холодильники, а также изоляционная и оттеняющая перегородка позаботились о том, чтобы здание не нужно было отапливать или охлаждать большую часть года. Офисная мебель сделана из биоразлагаемых и нетоксичных материалов. Система подачи воздуха предоставляет на 50 % больше свежего воздуха, чем требуется строительным кодексом Нью-Йорка, здание также обслуживают несколько мусоросбросов. Будучи первым зданием подобного размера с подобными чертами, оно получило награду от Американского института архитектуры, а также от Ассоциации архитекторов штата Нью-Йорк (AIA New York State).

## Антенна
В период между 2002 и 2003 годами существовавшая тогда антенна, построенная в основном для четырёх FM станций радиовещательной компании Clear Channel Communications, была заменена 91-метровой вышкой для поддержки теле- и радиовещания. Это было сделано для завершения работы по перенастройке радиоволн тех, кто пострадал в результате терактов на Всемирный торговый центр, на антенну на Эмпайр-стейт-билдинг. Вышка имеет три яруса — один для очень высоких частот, второй — для ультравысоких частот и третий — для FM. На данный момент восемь радиостанций используют здание в качестве вспомогательной станции, и одна радиостанция — в качестве основной. Три телевизионные станции используют вышку в качестве вспомогательной и одна — в качестве основной. Системы антенны и вышки были созданы компаниями Dielectric Communications of Raymond, Shively labs of Bridgton и Electronics Research Inc., of Chandler.